# Liste der Verkehrsflughäfen in Asien
Diese Liste stellt eine Übersicht der wichtigsten Verkehrsflughäfen auf dem asiatischen Kontinent dar.

## Wichtige asiatische Verkehrsflughäfen

### Afghanistan
| Name des Flughafens       | IATA-Code | ICAO-Code | Passagiere      | Zugeordnete Stadt/Städte |
| Flughafen Herat           | HEA       | OAHR      |                 | Herat                    |
| Flughafen Kabul           | KBL       | OAKB      | 00,50 Mio. 2004 | Kabul                    |
| Flughafen Kandahar        | KDH       | OAKN      |                 | Kandahar                 |
| Flughafen Masar-e Scharif | MZR       | OAMS      |                 | Masar-e Scharif          |

### Armenien
| Name des Flughafens | IATA-Code | ICAO-Code | Passagiere (2023) | Zugeordnete Stadt/Städte |
| Flughafen Jerewan   | EVN       | UDYZ      | 5.330.308         | Jerewan                  |
| Flughafen Gjumri    | LWN       | UDSG      | 94.768            | Gjumri                   |

### Aserbaidschan
| Name des Flughafens | IATA-Code | ICAO-Code | Passagiere (2023) | Zugeordnete Stadt/Städte |
| Flughafen Baku      | GYD       | UBBB      | 5.850.000         | Baku                     |
| Flughafen Füzuli    | FZL       | UBBF      |                   | Füzuli                   |
| Flughafen Gəncə     | GNJ       | UBBG      | 218.000           | Gəncə                    |
| Flughafen Lənkəran  | LLK       | UBBL      | 16.800            | Lənkəran                 |
| Flughafen Naxçıvan  | NAJ       | UBBN      | 744.000           | Naxçıvan                 |

### Bahrain
| Name des Flughafens | IATA-Code | ICAO-Code | Passagiere (2023) | Zugeordnete Stadt/Städte |
| Flughafen Bahrain   | BAH       | OBBI      | 8.711.018         | Manama                   |

### Bangladesch
| Name des Flughafens  | IATA-Code | ICAO-Code | Passagiere      | Zugeordnete Stadt/Städte      |
| Flughafen Chittagong | CGP       | VGEG      |                 | Chittagong                    |
| Flughafen Dhaka      | DAC       | VGZR      | 00,60 Mio. 20?? | Dhaka                         |
| Flughafen Sylhet     | ZYL       | VGSY      | 00,21 Mio. 2005 | Sylhet                        |
| Flughafen Saidpur    | SPD       | VGSD      |                 | Saidpur (Distrikt Nilphamari) |
| Flughafen Rajshahi   | RJH       | VGRJ      |                 | Rajshahi                      |
| Flughafen Jessore    | JSR       | VGJR      |                 | Jessore                       |
| Flughafen Barisal    | BZL       | VGBR      |                 | Barishal                      |

### Bhutan
| Name des Flughafens  | IATA-Code | ICAO-Code | Passagiere      | Zugeordnete Stadt/Städte |
| Flughafen Paro       | PBH       | VQPR      | 00,04 Mio. 2002 | Paro                     |
| Flughafen Yongphulla |           | VQ10      |                 | Trashigang               |

### Brunei
| Name des Flughafens              | IATA-Code | ICAO-Code | Passagiere      | Zugeordnete Stadt/Städte |
| Internationaler Flughafen Brunei | BWN       | WBSB      | 00,30 Mio. 2005 | Bandar Seri Begawan      |

### Georgien
| Name des Flughafens | IATA-Code | ICAO-Code | Passagiere (2023) | Zugeordnete Stadt/Städte |
| Flughafen Batumi    | BUS       | UGSB      | 621.514           | Batumi                   |
| Flughafen Kopitnari | KUT       | UGKO      | 1.671.198         | Kutaisi                  |
| Flughafen Tbilissi  | TBS       | UGTB      | 3.694.052         | Tiflis                   |

### Indien
| Name des Flughafens          | IATA-Code | ICAO-Code | Passagiere      | Zugeordnete Stadt/Städte            |
| Flughafen Agartala           | IXA       | VEAT      | 00,90 Mio. 2022 | Agartala, Tripura                   |
| Flughafen Ahmedabad          | AMD       | VAAH      | 00,67 Mio. 2022 | Ahmedabad, Gujarat                  |
| Flughafen Amritsar           | ATQ       | VIAR      | 00,38 Mio. 2022 | Amritsar, Punjab                    |
| Flughafen Aurangabad         | IXU       | VAAU      | 00,25 Mio. 2022 | Aurangabad, Maharashtra             |
| Flughafen Bengaluru          | BLR       | VOBL      | 16,29 Mio. 2022 | Bengaluru, Karnataka                |
| Flughafen Bhopal             | BHO       | VABP      | 00,73 Mio. 2022 | Bhopal, Madhya Pradesh              |
| Flughafen Bhubaneswar        | BBI       | VEBS      | 00,14 Mio. 2022 | Bhubaneswar, Odisha                 |
| Flughafen Chandigarh         | IXC       | VICG      | 00,29 Mio. 2022 | Chandigarh, Unionsterritorium       |
| Flughafen Chennai            | MAA       | VOMM      | 00,53 Mio. 2022 | Chennai, Tamil Nadu                 |
| Flughafen Coimbatore         | CJB       | VOCB      | 00,29 Mio. 2022 | Coimbatore, Tamil Nadu              |
| Flughafen Dabolim            | GOI       | VAGO      | 00,24 Mio. 2022 | Goa                                 |
| Flughafen Guwahati           | GAU       | VEGT      | 00,15 Mio. 2022 | Guwahati, Assam                     |
| Flughafen Hyderabad          | HYD       | VOHY      | 12,43 Mio. 2022 | Hyderabad, Andhra Pradesh           |
| Flughafen Jaipur             | JAI       | VIJP      | 00,94 Mio. 2022 | Jaipur, Rajasthan                   |
| Flughafen Imphal             | IMF       | VEIM      | 00,81 Mio. 2022 | Imphal, Manipur                     |
| Flughafen Indore             | IDR       | VAID      | 00,63 Mio. 2022 | Indore, Madhya Pradesh              |
| Flughafen Jammu              | IXJ       | VIJU      | 00,27 Mio. 2022 | Jammu, Jammu und Kashmir            |
| Flughafen Kochi              | COK       | VOCI      | 00,72 Mio. 2022 | Kochi, Kerala                       |
| Flughafen Kolkata            | CCU       | VECC      | 11,04 Mio. 2022 | Kolkata, Westbengalen               |
| Flughafen Kozhikode          | CCJ       | VOCL      | 00,67 Mio. 2022 | Kozhikode, Kerala                   |
| Flughafen Lakhnau            | LKO       | VILK      | 00,97 Mio. 2022 | Lakhnau, Uttar Pradesh              |
| Flughafen Leh                | IXL       | VILH      | 00,05 Mio. 2022 | Leh, Ladakh                         |
| Flughafen Madurai            | IXM       | VOMD      | 00,68 Mio. 2022 | Madurai, Tamil Nadu                 |
| Flughafen Mangalore          | IXE       | VOML      | 00,01 Mio. 2022 | Mangaluru, Karnataka                |
| Flughafen Mumbai             | BOM       | VABB      | 21,75 Mio. 2022 | Mumbai, Maharashtra                 |
| Flughafen Nagpur             | NAG       | VANP      | 00,61 Mio. 2022 | Nagpur, Maharashtra                 |
| Flughafen Neu-Delhi          | DEL       | VIDP      | 39,34 Mio. 2022 | Delhi                               |
| Flughafen Patna              | PAT       | VEPT      | 00,67 Mio. 2022 | Patna, Bihar                        |
| Flughafen Port Blair         | IXZ       | VOPB      | 00,76 Mio. 2022 | Port Blair, Andamanen und Nikobaren |
| Flughafen Pune               | PNQ       | VAPO      | 00,71 Mio. 2022 | Pune, Maharashtra                   |
| Flughafen Raipur             | RPR       | VARP      | 00,41 Mio. 2022 | Raipur, Chhattisgarh                |
| Flughafen Ranchi             | IXR       | VERC      | 00,72 Mio. 2022 | Ranchi, Jharkhand                   |
| Flughafen Bagdogra           | IXB       | VEBD      | 00,98 Mio. 2022 | Shiliguri, Westbengalen             |
| Flughafen Srinagar           | SXR       | VISR      | 00,16 Mio. 2022 | Srinagar, Jammu und Kashmir         |
| Flughafen Thiruvananthapuram | TRV       | VOTV      | 00,66 Mio. 2022 | Thiruvananthapuram, Kerala          |
| Flughafen Tiruchirappalli    | TRZ       | VOTR      | 00,56 Mio. 2022 | Tiruchirappalli, Tamil Nadu         |
| Flughafen Udaipur            | UDR       | VAUD      | 00,92 Mio. 2022 | Udaipur, Rajasthan                  |
| Flughafen Vadodara           | BDQ       | VABO      | 00,58 Mio. 2022 | Vadodara, Gujarat                   |
| Flughafen Varanasi           | VNS       | VIBN      | 00,58 Mio. 2022 | Varanasi, Uttar Pradesh             |
| Flughafen Vijayawada         | VGA       | VOBZ      | 00,63 Mio. 2022 | Vijayawada, Andhra Pradesh          |
| Flughafen Visakhapatnam      | VTZ       | VEVZ      | 00,61 Mio. 2022 | Visakhapatnam, Andhra Pradesh       |

1. ↑  Jeweils von April bis März des Folgejahres

### Indonesien
| Name des Flughafens                             | IATA-Code | ICAO-Code | Passagiere      | Zugeordnete Stadt/Städte        |
| Flughafen SAMS                                  | BPN       | WALL      | 00,11 Mio. 2010 | Balikpapan, Kalimantan Timur    |
| Flughafen Banda Aceh Sultan Iskandar Muda       | BTJ       | WITT      | 00,52 Mio. 2006 | Banda Aceh, Sumatra             |
| Flughafen Bandung Husein Sastranegara           | BDO       | WICC      | 00,38 Mio. 2006 | Bandung, Java                   |
| Flughafen Batam Hang Nadim                      | BTH       | WIDD      | 00,00 Mio. 2006 | Batam, Batam                    |
| Flughafen Banjarmasin Syamsuddin Noor           | BDJ       | WAOO      | 00,62 Mio. 2010 | Banjarmasin, Kalimantan Selatan |
| Flughafen Denpasar Ngurah Rai                   | DPS       | WADD      | 23,78 Mio. 2018 | Denpasar, Bali                  |
| Flughafen Jakarta/Halim Perdanakusuma           | HLP       | WIHH      | 5,61 Mio. 2016  | Jakarta, Java                   |
| Flughafen Jakarta/Soekarno-Hatta                | CGK       | WIII      | 65,89 Mio. 2018 | Jakarta, Java                   |
| Flughafen Jambi Sultan Thaha                    | DJB       | WIPA      | - Mio. -        | Jambi, Sumatra                  |
| Flughafen Jayapura Sentani                      | DJJ       | WAJJ      | - Mio. -        | Jayapura, Papua (Provinz)       |
| Flughafen Kendari Haluoleo                      | KDI       | WAWW      | - Mio. -        | Kendari, Sulawesi               |
| Flughafen Kupang El Tari                        | KOE       | WATT      | - Mio. -        | Kupang, Nusa Tenggara           |
| Flughafen Makassar Sultan Hasanuddin            | UPG       | WAAA      | 13,54 Mio. 2018 | Makassar, Sulawesi              |
| Flughafen Manado Sam Ratulangi                  | MDC       | WAMM      | 00,67 Mio. 2010 | Manado, Sulawesi                |
| Flughafen Mataram Lombok                        | AMI       | WADA      | 00,42 Mio. 2010 | Mataram, Lombok                 |
| Flughafen Medan                                 | MES       | WIMM      | 10,02 Mio. 2018 | Medan, Sumatra                  |
| Flughafen Mutiara (Palu)                        | PLW       | WAML      | - Mio. -        | Palu, Sulawesi Tengah           |
| Flughafen Padang Minangkabau                    | PDG       | WIPT      | 00,61 Mio. 2006 | Padang, Sumatra                 |
| Flughafen Palembang Sultan Mahmud Badaruddin II | PLM       | WIPP      | 00,48 Mio. 2006 | Palembang, Sumatra              |
| Flughafen Pangkalpinang Depati Amir             | PGK       | WIPK      | - Mio. -        | Pangkal Pinang, Bangka          |
| Flughafen Pekanbaru Sultan Syarif Kasim II      | PKU       | WIBB      | 00,76 Mio. 2006 | Pekanbaru, Sumatra              |
| Flughafen Pontianak Supadio                     | PNK       | WIOO      | 00,22 Mio. 2006 | Pontianak, Kalimantan           |
| Flughafen Semarang Achmad Yani                  | SRG       | WARS      | 00,02 Mio. 2010 | Semarang, Java                  |
| Flughafen Surabaya Juanda                       | SUB       | WARR      | 20,95 Mio. 2018 | Surabaya, Java                  |
| Flughafen Surakarta Adisumarmo                  | SOC       | WARQ      | 00,30 Mio. 2004 | Surakarta, Java                 |
| Flughafen Yogyakarta Adisutjipto                | JOG       | WARJ      | 00,70 Mio. 2010 | Yogyakarta, Java                |

### Irak
| Name des Flughafens    | IATA-Code | ICAO-Code | Passagiere     | Zugeordnete Stadt/Städte |
| Flughafen Bagdad       | BGW       | ORBS      | 3.797.413 2019 | Bagdad                   |
| Flughafen Basra        | BSR       | ORMM      | 984.985 2019   | Basra                    |
| Flughafen Erbil        | EBL       | ORER      | 2.084.813 2023 | Erbil                    |
| Flughafen Kirkuk       | KIK       | ORKK      |                | Kirkuk                   |
| Flughafen Mossul       | OSM       | ORBM      |                | Mossul                   |
| Flughafen Nadschaf     | NJF       | ORNI      | 2.579.355 2019 | Nadschaf                 |
| Flughafen Sulaimaniyya | ISU       | ORSU      | 459.555 2022   | Sulaimaniyya             |

### Iran
| Name des Flughafens               | IATA-Code | ICAO-Code | Passagiere      | Zugeordnete Stadt/Städte                     |
| Flughafen Abadan                  | ABD       | OIAA      |                 | Abadan, Chuzestan                            |
| Flughafen Ahvaz                   | AWZ       | OIAW      | 00,92 Mio. 2009 | Ahvaz, Chuzestan                             |
| Flughafen Ardabil                 | ADU       | OITL      |                 | Ardabil                                      |
| Flughafen Assaluyeh               | YEH       | OIBI      |                 | Assaluyeh, Buschehr                          |
| Flughafen Bam                     | BXR       | OIKM      |                 | Bam, Kerman                                  |
| Flughafen Bandar Abbas            | BND       | OIKB      | 00,01 Mio. 2009 | Bandar Abbas, Hormozgan                      |
| Flughafen Bandar-e Mahschahr      | MRX       | OIAM      |                 | Bandar-e Mahschahr, Chuzestan                |
| Flughafen Bandar Lengeh           | BDH       | OIBL      |                 | Bandar Lengeh, Hormozgan                     |
| Flughafen Birdschand              | XBJ       | OIMB      |                 | Birdschand, Süd-Chorasan                     |
| Flughafen Bodschnurd              | BJB       | OINM      |                 | Bodschnurd, Nord-Chorasan                    |
| Flughafen Buschehr                | BUZ       | OIBB      |                 | Buschehr                                     |
| Flughafen Dschiroft               | JYR       | OIKJ      |                 | Dschiroft, Kerman                            |
| Flughafen Gorgan                  | GBT       | OING      |                 | Gorgan, Golestan                             |
| Flughafen Hamadan                 | HDM       | OIHH      |                 | Hamadan                                      |
| Flughafen Ilam                    | IIL       | OICI      |                 | Ilam                                         |
| Flughafen Isfahan                 | IFN       | OIFM      | 00,79 Mio. 2009 | Isfahan                                      |
| Flughafen Konarak                 | ZBR       | OIZC      |                 | Tschabahar, Sistan und Belutschistan         |
| Flughafen Kerman                  | KER       | OIKK      | 00,64 Mio. 2009 | Kerman                                       |
| Flughafen Shahid Ashrafi Esfahani | KSH       | OICC      | 00,56 Mio. 2009 | Kermānschāh                                  |
| Flughafen Chorramabad             | KHD       | OICK      |                 | Chorramabad, Lorestan                        |
| Flughafen Choy                    | KHY       | OITK      |                 | Choi, West-Aserbaidschan                     |
| Flughafen Kisch                   | KIH       | OIBK      |                 | Kisch, Hormozgan                             |
| Flughafen Lamerd                  | LFM       | OISR      |                 | Lamerd, Fars                                 |
| Flughafen Larestan                | LRR       | OISL      |                 | Lar, Fars                                    |
| Flughafen Sahand                  | ACP       | OITM      |                 | Maragha, Ost-Aserbaidschan                   |
| Flughafen Maschhad                | MHD       | OIMM      | 00,00 Mio. 2009 | Maschhad, Razavi-Chorasan                    |
| Flughafen Noshahr                 | NSH       | OINN      |                 | Noshahr, Māzandarān                          |
| Flughafen Parsabad-Moghan         | PFQ       | OITP      |                 | Parsabad, Ardabil                            |
| Flughafen Dayrestan               | GSM       | OIKY      |                 | Qeschm                                       |
| Flughafen Rafsanjan               | RJN       | OIKR      |                 | Rafsandschan, Kerman                         |
| Flughafen Ramsar                  | RZR       | OINR      |                 | Rāmsar, Māzandarān                           |
| Flughafen Rasht                   | RAS       | OIGG      |                 | Rascht, Gilan                                |
| Flughafen Sabzevar                | AFZ       | OIMS      |                 | Sabzevar, Razavi-Chorasan                    |
| Flughafen Sanandadsch             | SDG       | OICS      |                 | Sanandadsch, Kordestān                       |
| Flughafen Dasht-e Naz             | SRY       | OINZ      |                 | Sari, Māzandarān                             |
| Flughafen Schahr-e Kord           | CQD       | OIFS      |                 | Schahr-e Kord, Tschahār Mahāl und Bachtiyāri |
| Flughafen Shiraz                  | SYZ       | OISS      | 00,29 Mio. 2009 | Schiras, Fars                                |
| Flughafen Täbris                  | TBZ       | OITT      | 00,06 Mio. 2009 | Täbris, Ost-Aserbaidschan                    |
| Flughafen Teheran-Imam Chomeini   | IKA       | OIIE      | 00,25 Mio. 2009 | Teheran                                      |
| Flughafen Teheran-Mehrabad        | THR       | OIII      | 12,09 Mio. 2009 | Teheran                                      |
| Flughafen Urmia                   | OMH       | OITR      |                 | Urmia, West-Aserbaidschan                    |
| Flughafen Yasudsch                | YES       | OISY      |                 | Yasudsch, Kohgiluye und Boyer Ahmad          |
| Flughafen Shahid Sadooghi         | AZD       | OIYY      |                 | Yazd                                         |
| Flughafen Zabol                   | ACZ       | OIZB      |                 | Zābol, Sistan und Belutschistan              |
| Flughafen Zahedan                 | ZAH       | OIZH      |                 | Zahedan, Sistan und Belutschistan            |

### Israel
| Name des Flughafens  | IATA-Code | ICAO-Code | Passagiere      | Zugeordnete Stadt/Städte |
| Flughafen J. Hozman  | ETH       | LLET      | 00,11 Mio. 2006 | Eilat                    |
| Flughafen Ramon      | ETM       | LLER      |                 | Eilat                    |
| Flughafen Eilat-Owda | VDA       | LLOV      |                 | Eilat                    |
| Flughafen Haifa      | HFA       | LLHA      | 00,07 Mio. 2007 | Haifa                    |
| Ben Gurion Airport   | TLV       | LLBG      | 00,72 Mio. 2021 | Tel Aviv                 |

### Japan
| Name des Flughafens                | IATA-Code | ICAO-Code | Passagiere      | Zugeordnete Stadt/Städte |
| Flughafen Akita                    | AXT       | RJSK      | 00,32 Mio. 2006 | Akita                    |
| Flughafen Amakusa                  | AXJ       | RJDA      | 00,07 Mio. 2005 | Amakusa                  |
| Flughafen Aomori                   | AOJ       | RJSA      | 00,26 Mio. 2006 | Aomori                   |
| Flughafen Asahikawa                | AKJ       | RJEC      | 00,28 Mio. 2006 | Asahikawa                |
| Flughafen Neu-Chitose              | CTS       | RJCC      | 18,40 Mio. 2007 | Chitose/Sapporo          |
| Flughafen Chōfu                    | ???       | RJTF      | 00,05 Mio. 2005 | Chōfu                    |
| Flughafen Fukuoka                  | FUK       | RJFF      | 17,90 Mio. 2007 | Fukuoka                  |
| Flughafen Hakodate                 | HKD       | RJCH      | 00,01 Mio. 2006 | Hakodate                 |
| Flughafen Hiroshima                | HIJ       | RJOA      | 00,34 Mio. 2006 | Hiroshima                |
| Flughafen Ishigaki                 | ISG       | ROIG      | 00,98 Mio. 2006 | Ishigaki                 |
| Flughafen Kagoshima                | KOJ       | RJFK      | 00,72 Mio. 2006 | Kagoshima                |
| Flughafen Kitakyūshū               | KKJ       | RJFR      | 00,27 Mio. 2006 | Kitakyūshū               |
| Flughafen Kōbe                     | UKB       | RJBE      | 00,74 Mio. 2006 | Kōbe                     |
| Flughafen Komatsu                  | KMQ       | RJNK      | 00,56 Mio. 2006 | Komatsu                  |
| Flughafen Kumamoto                 | KMJ       | RJFT      | 00,17 Mio. 2006 | Kumamoto                 |
| Flughafen Kushiro                  | KUH       | RJCK      | 00,94 Mio. 2005 | Kushiro-shi              |
| Flughafen Matsuyama                | MYJ       | RJOM      | 00,76 Mio. 2006 | Matsuyama                |
| Flughafen Miyako                   | MMY       | ROMI      | 00,11 Mio. 2006 | Miyako-jima              |
| Flughafen Miyazaki                 | KMI       | RJFM      | 00,09 Mio. 2006 | Miyazaki                 |
| Flughafen Nagasaki                 | NGS       | RJFU      | 00,67 Mio. 2006 | Nagasaki                 |
| Flughafen Chūbu                    | NGO       | RJGG      | 11,90 Mio. 2007 | Nagoya                   |
| Flughafen Naha                     | OKA       | ROAH      | 15,00 Mio. 2007 | Naha                     |
| Flughafen Kōchi                    | KCZ       | RJOK      | 00,49 Mio. 2006 | Nankoku                  |
| Flughafen Niigata                  | KIJ       | RJSN      | 00,26 Mio. 2006 | Niigata                  |
| Flughafen Okayama                  | OKJ       | RJOB      | 00,60 Mio. 2006 | Okayama                  |
| Flughafen Obihiro                  | OBO       | RJCB      | 00,67 Mio. 2005 | Obihiro                  |
| Flughafen Ōita                     | OIT       | RJFO      | 00,88 Mio. 2006 | Ōita                     |
| Flughafen Oki                      | OKI       | RJNO      | 00,05 Mio. 2005 | Okinoshima               |
| Kansai International Airport       | KIX       | RJBB      | 16,60 Mio. 2007 | Osaka                    |
| Flughafen Osaka-Itami              | ITM       | RJOO      | 15,90 Mio. 2007 | Osaka                    |
| Flughafen Ōshima                   | OIM       | RJTO      | 00,09 Mio. 2005 | Ōshima                   |
| Flughafen Memanbetsu               | MMB       | RJCM      | 00,08 Mio. 2006 | Ōzora                    |
| Flughafen Saga                     | HSG       | RJFS      | 00,27 Mio. 2005 | Saga                     |
| Flughafen Sapporo Okadama          | OKD       | RJCO      | 00,38 Mio. 2005 | Sapporo                  |
| Flughafen Sendai                   | SDJ       | RJSS      | 00,39 Mio. 2006 | Sendai                   |
| Flughafen Takamatsu                | TAK       | RJOT      | 00,52 Mio. 2006 | Takamatsu                |
| Tokyo Haneda International Airport | HND       | RJTT      | 66,80 Mio. 2007 | Tokio                    |
| Tokio Narita International Airport | NRT       | RJAA      | 15,42 Mio. 2022 | Tokio                    |
| Flughafen Toyama                   | TOY       | RJNT      | 00,23 Mio. 2006 | Toyama                   |
| Flughafen Wakkanai                 | WKJ       | RJCW      | 00,23 Mio. 2005 | Wakkanai                 |
| Flughafen Yamagata                 | GAJ       | RJSC      | 00,21 Mio. 2005 | Yamagata                 |
| Flughafen Yamaguchi-Ube            | UBJ       | RJSC      | 00,21 Mio. 2005 | Yamaguchi                |

### Jemen
| Name des Flughafens  | IATA-Code | ICAO-Code | Passagiere      | Zugeordnete Stadt/Städte |
| Flughafen Aden       | ADE       | OYAA      | 00,20 Mio. 2006 | Aden                     |
| Flughafen al-Hudaida | HOD       | OYHD      | 00,02 Mio. 2006 | al-Hudaida               |
| Flughafen al-Mukalla | RIY       | OYRN      | 00,15 Mio. 2006 | al-Mukalla               |
| Flughafen Sanaa      | SAH       | OYSN      | 00,60 Mio. 2006 | Sanaa                    |
| Flughafen Sai'ūn     | GXF       | OYSY      | 00,03 Mio. 2006 | Sai'ūn                   |
| iFlughafen Taʿizz    | TAI       | OYTZ      | 00,04 Mio. 2006 | Taʿizz                   |

### Jordanien
| Name des Flughafens                       | IATA-Code | ICAO-Code | Passagiere (2023) | Zugeordnete Stadt/Städte |
| Flughafen Queen Alia International, Amman | AMM       | OJAI      | 9.201.269         | Amman                    |
| Flughafen Marka International, Amman      | ADJ       | OJAM      |                   | Amman                    |
| Flughafen Aqaba                           | AQJ       | OJAQ      | 309.000           | Aqaba                    |

### Kambodscha
| Name des Flughafens        | IATA-Code | ICAO-Code | Passagiere      | Zugeordnete Stadt/Städte |
| Flughafen Siem Reap-Angkor | REP       | VSPR      | 00,45 Mio. 2006 | Siem Reap                |
| Flughafen Phnom Penh       | PNH       | VDPP      | 00,32 Mio. 2006 | Phnom Penh               |

### Kasachstan
| Name des Flughafens               | IATA-Code | ICAO-Code | Passagiere       | Zugeordnete Stadt/Städte |
| Flughafen Aqtau                   | SCO       | UATE      |                  | Aqtau                    |
| Flughafen Aqtöbe                  | AKX       | UATT      |                  | Aqtöbe                   |
| Flughafen Almaty                  | ALA       | UAAA      | 00,10 Mio. 2021  | Almaty                   |
| Flughafen Nursultan Nasarbajew    | NQZ       | UACC      | 00,303 Mio. 2012 | Astana                   |
| Flughafen Atyrau                  | GUW       | UAGT      |                  | Atyrau                   |
| Flughafen Kökschetau              | KOV       | UACK      |                  | Kökschetau               |
| Flughafen Oral Aq Schol           | URA       | UARR      |                  | Oral                     |
| Flughafen Pawlodar                | PWQ       | UASP      |                  | Pawlodar                 |
| Flughafen Öskemen                 | UKK       | UASK      |                  | Öskemen                  |
| Flughafen Qaraghandy Sary-Arka    | KGF       | UAKK      |                  | Qaraghandy               |
| Flughafen Qostanai                | KSN       | UAUU      |                  | Qostanai                 |
| Flughafen Qysylorda               | KZO       | UAOO      |                  | Qysylorda                |
| Flughafen Schesqasghan            | DZN       | UAKD      |                  | Schesqasghan             |
| Flughafen Schymkent               | CIT       | UAII      | 00,10 Mio. 2004  | Schymkent                |
| Flughafen Semei                   | PLX       | UASS      |                  | Semei                    |
| Flughafen Taras                   | DMB       | UADD      |                  | Taras                    |
| Flughafen Türkistan-Hazret Sultan | HSA       | UAIT      |                  | Türkistan                |

### Katar
| Name des Flughafens         | IATA-Code | ICAO-Code | Passagiere      | Zugeordnete Stadt/Städte |
| Doha International Airport  | DOH       | OTBD      | 23.266.187 2013 | Doha                     |
| Hamad International Airport | DOH       | OTHH      | 45.916.104 2023 | Doha                     |

### Kirgisistan
| Name des Flughafens         | IATA-Code | ICAO-Code | Passagiere      | Zugeordnete Stadt/Städte |
| Flughafen Batken            | –         | UAFB      |                 | Batken                   |
| Flughafen Dschalalabat      | –         | UAFJ      |                 | Dschalalabat             |
| Flughafen Karakol           | –         | UCFP      |                 | Karakol                  |
| Flughafen Manas             | FRU       | UAFM      | 00,62 Mio. 2007 | Bischkek                 |
| Flughafen Naryn             | –         | UCFN      |                 | Naryn                    |
| Flughafen Osch              | OSS       | UAFO      |                 | Osch                     |
| Flughafen Tamtschi-Yssykköl | IKU       | UCFL      |                 | Tamtschi                 |

### Kuwait
| Name des Flughafens | IATA-Code | ICAO-Code | Passagiere (2023) | Zugeordnete Stadt/Städte |
| Flughafen Kuwait    | KWI       | OKBK      | 15.616.800        | Kuwait                   |

### Laos
| Name des Flughafens     | IATA-Code | ICAO-Code | Passagiere | Zugeordnete Stadt/Städte |
| Flughafen Vientiane     | VTE       | VLVT      |            | Vientiane                |
| Flughafen Luang Prabang | LPQ       | VLLB      |            | Luang Prabang            |
| Flughafen Pakse         | PKZ       | VLPS      |            | Pakse                    |
| Flughafen Savannakhet   | ZVK       | VLSK      |            | Savannakhet              |

### Libanon
| Name des Flughafens | IATA-Code | ICAO-Code | Passagiere (2023) | Zugeordnete Stadt/Städte |
| Flughafen Beirut    | BEY       | OLBA      | 7.127.649         | Beirut                   |

### Malaysia
| Name des Flughafens                           | IATA-Code | ICAO-Code | Passagiere      | Zugeordnete Stadt/Städte     |
| Flughafen Alor Star                           | AOR       | WMKA      | 00,29 Mio. 2006 | Alor Star, Kedah             |
| Flughafen Bintulu                             | BTU       | WBGB      | 00,45 Mio. 2006 | Bintulu, Sarawak             |
| Flughafen Ipoh                                | IPH       | WMKI      | 00,06 Mio. 2006 | Ipoh, Perak                  |
| Flughafen Johor Bahru                         | JHB       | WMKJ      | 00,31 Mio. 2006 | Johor Bahru, Johor           |
| Flughafen Kota Bahru                          | KBR       | WMKC      | 00,68 Mio. 2006 | Kota Bahru, Kelantan         |
| Flughafen Kota Kinabalu                       | BKI       | WBKK      | 00,02 Mio. 2006 | Kota Kinabalu, Sabah         |
| Kuala Lumpur International Airport            | KUL       | WMKK      | 47,49 Mio. 2006 | Kuala Lumpur                 |
| Flughafen Kuala Terengganu                    | TGG       | WMKN      | 00,40 Mio. 2006 | Kuala Terengganu, Terengganu |
| Flughafen Kuantan                             | KUA       | WMKD      | 00,27 Mio. 2006 | Kuantan, Pahang              |
| Flughafen Kuching                             | KCH       | WBGG      | 00,20 Mio. 2006 | Kuching, Sarawak             |
| Flughafen Labuan                              | LBU       | WBKL      | 00,55 Mio. 2006 | Labuan                       |
| Flughafen Lahad Datu                          | LDU       | WBKD      | 00,11 Mio. 2006 | Lahad Datu, Sabah            |
| Flughafen Langkawi                            | LGK       | WMKL      | 00,93 Mio. 2006 | Langkawi, Kedah              |
| Flughafen Limbang                             | LMN       | WBGJ      | 00,09 Mio. 2006 | Pekan Limbang, Sarawak       |
| Flughafen Miri                                | MYY       | WBGR      | 00,56 Mio. 2006 | Miri, Sarawak                |
| Flughafen Mulu                                | MZW       | WBMU      | 00,05 Mio. 2006 | Sarawak                      |
| Flughafen Penang                              | PEN       | WMKP      | 00,10 Mio. 2006 | Penang                       |
| Flughafen Sandakan                            | SDK       | WBKS      | 00,63 Mio. 2006 | Sandakan, Sabah              |
| Flughafen Sibu                                | SBW       | WBGS      | 00,90 Mio. 2006 | Sibu, Sarawak                |
| Flughafen Subang                              | SZB       | WMSA      | 00,08 Mio. 2006 | Subang, Selangor             |
| Flughafen Tawau                               | TWU       | WBKW      | 00,66 Mio. 2006 | Tawau, Sabah                 |
| Flughafen Tioman                              | TOD       | WMBT      | 00,06 Mio. 2006 | Tioman, Pahang               |
| Flughafen Kuala Lumpur-Sultan Abdul Aziz Shah | SZB       | WMSA      | 00,08 Mio. 2005 | Kuala Lumpur                 |

### Malediven
| Name des Flughafens        | IATA-Code | ICAO-Code | Passagiere      | Zugeordnete Stadt/Städte |
| Malé International Airport | MLE       | VRMM      | 00,10 Mio. 2006 | Malé                     |
| Gan International Airport  | GAN       | VRMG      |                 | Gan (Atoll Addu)         |

### Mongolei
| Name des Flughafens                  | IATA-Code | ICAO-Code | Passagiere      | Zugeordnete Stadt/Städte |
| Chinggis Khaan International Airport | ULN       | ZMUB      | 00,34 Mio. 2003 | Ulaanbaatar              |

### Myanmar
| Name des Flughafens              | IATA-Code | ICAO-Code | Passagiere | Zugeordnete Stadt/Städte |
| Mandalay International Airport   | MDL       | VYMD      |            | Mandalay                 |
| Internationaler Flughafen Rangun | RGN       | VYYY      | 00,00 Mio. | Rangun                   |

### Nepal
| Name des Flughafens  | IATA-Code | ICAO-Code | Passagiere      | Zugeordnete Stadt/Städte |
| Flughafen Biratnagar | BIR       | VNVT      |                 | Biratnagar               |
| Flughafen Kathmandu  | KTM       | VNKT      | 00,27 Mio. 2006 | Kathmandu                |
| Flughafen Pokhara    | PKR       | VNPK      |                 | Pokhara                  |

### Nordkorea
| Name des Flughafens | IATA-Code | ICAO-Code | Passagiere | Zugeordnete Stadt/Städte |
| Flughafen Sunan     | FNJ       | ZKPY      |            | Pjöngjang                |
| Flughafen Ch’ŏngjin | RGO       | ZKHM      |            | Ch’ŏngjin                |

### Oman
| Name des Flughafens | IATA-Code | ICAO-Code | Passagiere      | Zugeordnete Stadt/Städte |
| Flughafen Maskat    | MCT       | OOMS      | 12.600.000 2023 | Maskat                   |
| Flughafen Salalah   | SLL       | OOSA      | 1.365.854 2019  | Salalah                  |
| Flughafen Chasab    | KHS       | OOKB      |                 | al-Chasab                |

### Osttimor
| Name des Flughafens                 | IATA-Code | ICAO-Code | Passagiere | Zugeordnete Stadt/Städte |
| Flughafen Presidente Nicolau Lobato | DIL       | WPDL      |            | Dili                     |

### Pakistan
| Name des Flughafens     | IATA-Code | ICAO-Code | Passagiere               | Zugeordnete Stadt/Städte      |
| Flughafen Faisalabad    | LYP       | OPFA      | 00,19 Mio. 2006/2007     | Faisalabad, Punjab            |
| Flughafen Gwadar        | GWD       | OPGD      | 00,03 Mio. 2006/2007     | Gwadar, Belutschistan         |
| Flughafen Islamabad     | ISB       | OPRN      | 00,04 Mio. 2006/2007     | Islamabad/Rawalpindi, Punjab  |
| Flughafen Karachi       | KHI       | OPKC      | 00,08 Mio. 2006/2007     | Karachi, Sindh                |
| Flughafen Lahore        | LHE       | OPLA      | 00,09 Mio. 2006/2007     | Lahore, Punjab                |
| Flughafen Multan        | MUX       | OPMT      | 00,24 Mio. 2006/2007     | Multan, Punjab                |
| Flughafen Peschawar     | PEW       | OPPS      | 00,89 Mio. 2006/2007     | Peschawar, Khyber Pakhtunkhwa |
| Flughafen Quetta        | UET       | OPQT      | 00,29 Mio. 2006/2007     | Quetta, Belutschistan         |
| Flughafen Rahimyar Khan | RYK       | OPRK      | 00,05 Mio. 2006/2007     | Rahimyar Khan, Punjab         |
| Flughafen Sialkot       | SKT       | OPST      | *Flughafen 2007 eröffnet | Sialkot, Punjab               |
| Flughafen Sukkur        | SKZ       | OPSK      | 00,08 Mio. 2006/2007     | Sukkur, Sindh                 |

### Philippinen
| Name des Flughafens                       | IATA-Code | ICAO-Code | Passagiere      | Zugeordnete Stadt/Städte |
| Flughafen Clark International             | CRK       | RPLC      | 00,53 Mio. 2007 | Angeles City             |
| Flughafen Bacolod-Silay City              | BCD       | RPVB      | 00,56 Mio. 2005 | Bacolod                  |
| Flughafen Bancasi                         | BXU       | RPME      | 00,12 Mio. 2005 | Butuan City              |
| Flughafen Lumbia                          | CGY       | RPML      | 00,46 Mio. 2005 | Cagayan de Oro           |
| Flughafen Mactan-Cebu                     | CEB       | RPVM      | 00,73 Mio. 2007 | Cebu City                |
| Flughafen Davao                           | DVO       | RPMD      | 00,53 Mio. 2007 | Davao City               |
| Flughafen Sibulan                         | DGT       | RPVD      | 00,16 Mio. 2005 | Dumaguete                |
| Flughafen General Santos                  | GES       | RPMR      | 00,18 Mio. 2005 | General Santos           |
| Flughafen Iloilo                          | ILO       | RPVI      | 00,71 Mio. 2005 | Iloilo City              |
| Flughafen Kalibo                          | KLO       | RPVK      | 00,24 Mio. 2005 | Kalibo                   |
| Flughafen Laoag                           | LAO       | RPLI      | 00,12 Mio. 2005 | Laoag                    |
| Flughafen Caticlan                        | MPH       | RPVE      | 00,52 Mio. 2005 | Malay                    |
| Manila Ninoy Aquino International Airport | MNL       | RPLL      | 21,26 Mio. 2007 | Manila                   |
| Flughafen Puerto Princesa                 | PPS       | RPVP      | 00,37 Mio. 2014 | Puerto Princesa          |
| Daniel Z. Romualdez Airport               | TAC       | RPVA      | 00,33 Mio. 2005 | Tacloban City            |
| Flughafen Tagbilaran                      | TAG       | RPVT      | 00,20 Mio. 2005 | Tagbilaran               |
| Flughafen Zamboanga                       | ZAM       | RPMZ      | 00,36 Mio. 2005 | Zamboanga City           |

### Saudi-Arabien
| Name des Flughafens                         | IATA-Code | ICAO-Code | Passagiere      | Zugeordnete Stadt/Städte |
| Dammam King Fahd International Airport      | DMM       | OEDF      | 00,62 Mio. 2006 | Dammam                   |
| Internationaler König-Abd-al-Aziz-Flughafen | JED       | OEJN      | 13,36 Mio. 2006 | Dschidda                 |
| Flughafen Medina                            | MED       | OEMA      | 00,59 Mio. 2004 | Medina                   |
| King Khaled Airport                         | RUH       | OERK      | 11,33 Mio. 2006 | Riad                     |

### Singapur
| Name des Flughafens     | IATA-Code | ICAO-Code | Passagiere      | Zugeordnete Stadt/Städte |
| Singapur Changi Airport | SIN       | WSSS      | 54,13 Mio. 2014 | Singapur                 |

### Sri Lanka
| Name des Flughafens                | IATA-Code | ICAO-Code | Passagiere      | Zugeordnete Stadt/Städte |
| Bandaranaike International Airport | CMB       | VCBI      | 00,89 Mio. 2006 | Colombo                  |
| Ratmalana Airport                  | RML       | VCCC      |                 | Colombo                  |

### Südkorea
| Name des Flughafens                 | IATA-Code | ICAO-Code | Passagiere              | Zugeordnete Stadt/Städte |
| Flughafen Cheongju                  | CJJ       | RKTU      | 00,03 Mio. 2007         | Cheongju                 |
| Flughafen Daegu                     | TAE       | RKTN      | 00,18 Mio. 2007         | Daegu                    |
| Flughafen Gunsan                    | RUV       | RKJK      | 00,13 Mio. 2007         | Gunsan                   |
| Flughafen Gwangju                   | KWJ       | RKJJ      | 00,54 Mio. 2007         | Gwangju                  |
| Flughafen Jeju                      | CJU       | RKPC      | 12,30 Mio. 2007         | Jeju-si                  |
| Flughafen Muan                      | MWX       | RKJB      | *eröffnet November 2007 | Muan                     |
| Flughafen Pohang                    | KPO       | RKTH      | 00,30 Mio. 2007         | Pohang                   |
| Flughafen Pusan-Gimhae              | PUS       | RKPK      | 00,40 Mio. 2007         | Pusan                    |
| Flughafen Sacheon                   | HIN       | RKPS      | 00,21 Mio. 2007         | Suncheon                 |
| Flughafen Gimpo                     | GMP       | RKSS      | 13,81 Mio. 2007         | Seoul                    |
| Seoul Incheon International Airport | ICN       | RKSI      | 41,48 Mio. 2013         | Seoul                    |
| Flughafen Ulsan                     | USN       | RKPU      | 00,21 Mio. 2007         | Ulsan                    |
| Flughafen Wonju                     | WJU       | RKNW      | 00,08 Mio. 2007         | Wonju                    |
| Flughafen Yangyang                  | YNY       | RKNY      | 00,04 Mio. 2007         | Yangyang                 |
| Flughafen Yeosu                     | RSU       | RKJY      | 00,66 Mio. 2007         | Yeosu                    |

### Syrien
| Name des Flughafens            | IATA-Code | ICAO-Code | Passagiere      | Zugeordnete Stadt/Städte |
| Aleppo International Airport   | ALP       | OSAP      | 00,49 Mio. 2005 | Aleppo                   |
| Damaskus International Airport | DAM       | OSDI      | 00,70 Mio. 2000 | Damaskus                 |
| Flughafen Latakia              | LTK       | OSLK      |                 | Latakia                  |
| Flughafen Qamischli            | KAC       | OSKL      |                 | Qamischli                |

### Tadschikistan
| Name des Flughafens  | IATA-Code | ICAO-Code | Passagiere | Zugeordnete Stadt/Städte |
| Flughafen Bochtar    | KQT       | UTDT      |            | Bochtar                  |
| Flughafen Chudschand | LBD       | UTDL      |            | Chudschand               |
| Flughafen Duschanbe  | DYU       | UTDD      |            | Duschanbe                |
| Flughafen Kulob      | TJU       | UTDK      |            | Kulob                    |

### Taiwan
| Name des Flughafens       | IATA-Code | ICAO-Code | Passagiere      | Zugeordnete Stadt/Städte      |
| Flughafen Hualien         | HUN       | RCYU      | 00,92 Mio. 2005 | Hualien                       |
| Flughafen Chiayi          | CYI       | RCKU      | 00,35 Mio. 2005 | Landkreis Chiayi              |
| Flughafen Kaohsiung       | KHH       | RCKH      | 00,13 Mio. 2006 | Kaohsiung                     |
| Flughafen Kinmen          | KNH       | RCBS      | 00,45 Mio. 2005 | Kinmen                        |
| Flughafen Taitung         | TTT       | RCFN      | 00,60 Mio. 2005 | Taitung                       |
| Flughafen Magong          | MZG       | RCQC      |                 | Magong (Penghu-Inseln)        |
| Flughafen Qimei           | CMJ       | RCCM      |                 | Qimei (Penghu-Inseln)         |
| Flughafen Wang’an         | WOT       | RCWA      |                 | Wang’an (Penghu-Inseln)       |
| Flughafen Hengchun        | HCN       | RCKW      |                 | Hengchun (Landkreis Pingtung) |
| Flughafen Matsu Beigan    | HUN       | RCYU      | 00,92 Mio. 2005 | Beigan (Matsu-Inseln)         |
| Flughafen Matsu Nangan    | LZN       | RCFG      |                 | Nangan (Matsu-Inseln)         |
| Flughafen Tainan          | TNN       | RCNN      | 00,33 Mio. 2005 | Tainan                        |
| Flughafen Taiwan Taoyuan  | TPE       | RCTP      | 23,43 Mio. 2007 | Taipeh                        |
| Flughafen Taipeh-Songshan | TSA       | RCSS      | 00,60 Mio. 2005 | Taipeh                        |

### Thailand
| Name des Flughafens                            | IATA-Code | ICAO-Code | Passagiere      | Zugeordnete Stadt/Städte |
| Bangkok Suvarnabhumi New International Airport | BKK       | VTBS      | 51,36 Mio. 2013 | Bangkok                  |
| Bangkok Don Mueang International Airport       | DMK       | VTBD      | 16,48 Mio. 2013 | Bangkok                  |
| Chiang Mai International Airport               | CNX       | VTCC      | 00,46 Mio. 2013 | Chiang Mai               |
| Flughafen Chiang Rai                           | CEI       | VTCT      | 00,09 Mio. 2013 | Chiang Rai               |
| Flughafen Hat Yai                              | HDY       | VTSS      | 00,55 Mio. 2013 | Hat Yai                  |
| Flughafen Khon Kaen                            | KKC       | VTUK      | 00,59 Mio. 2013 | Khon Kaen                |
| Flughafen Samui                                | USM       | VTSM      | 00,97 Mio. 2013 | Ko Samui                 |
| Flughafen Krabi                                | KBV       | VTSG      | 00,67 Mio. 2013 | Krabi                    |
| Flughafen Nakhon Si Thammarat                  | NST       | VTSF      | 00,95 Mio. 2013 | Nakhon Si Thammarat      |
| Flughafen Phuket                               | HKT       | VTSP      | 11,34 Mio. 2013 | Phuket                   |
| Flughafen Surat Thani                          | URT       | VTSB      | 00,08 Mio. 2013 | Surat Thani              |
| Flughafen Trang                                | TST       | VTST      | 00,50 Mio. 2013 | Trang                    |
| Flughafen Ubon Ratchathani                     | UBP       | VTUU      | 00,84 Mio. 2013 | Ubon Ratchathani         |
| Flughafen Udon Thani                           | UTH       | VTUD      | 00,33 Mio. 2013 | Udon Thani               |

### Türkei
Anmerkung: Aufgelistet sind nun die sich in Asien befindlichen türkischen Flughäfen.
| Name des Flughafens                           | IATA-Code | ICAO-Code | Passagiere (2023) | Zugeordnete Stadt/Städte |
| Flughafen Adana                               | ADA       | LTAF      | 4.713.817         | Adana                    |
| Flughafen Adıyaman                            | ADF       | LTCP      | 337.563           | Adıyaman                 |
| Flughafen Ağrı-Ahmed-i Hani                   | AJI       | LTCO      | 316.807           | Ağrı                     |
| Flughafen Alanya-Gazipaşa                     | GZP       | LTFG      | 868.003           | Gazipaşa                 |
| Flughafen Amasya-Merzifon                     | MZH       | LTAP      | 131.513           | Amasya                   |
| Flughafen Ankara-Esenboğa                     | ESB       | LTAC      | 11.914.082        | Ankara                   |
| Flughafen Antakya Hatay                       | HTY       | LTDA      | 162.633           | Antakya                  |
| Flughafen Antalya                             | AYT       | LTAI      | 35.538.387        | Antalya                  |
| Flughafen Balıkesir-Koca Seyit                | EDO       | LTFD      | 260.233           | Balıkesir                |
| Flughafen Batman                              | BAL       | LTCJ      | 549.084           | Batman                   |
| Flughafen Bingöl                              | BGG       | LTCU      | 177.880           | Bingöl                   |
| Flughafen Bodrum-Milas                        | BJV       | LTFE      | 4.056.447         | Bodrum                   |
| Flughafen Bursa-Yenişehir                     | YEI       | LTBR      | 195.415           | Bursa                    |
| Flughafen Çanakkale                           | CKZ       | LTBH      | 165.606           | Çanakkale                |
| Flughafen Çukurova                            | COV       | LTDB      | 0                 | Adana/Tarsus             |
| Flughafen Dalaman                             | DLM       | LTBS      | 5.247.488         | Dalaman                  |
| Flughafen Denizli-Çardak                      | DLM       | LTAY      | 441.360           | Denizli                  |
| Flughafen Diyarbakır                          | DNZ       | LTCC      | 2.047.834         | Diyarbakır               |
| Flughafen Elazığ                              | EZS       | LTCA      | 786.391           | Elazığ                   |
| Flughafen Erzincan-Yıldırım Akbulut           | EZS       | LTCA      | 394.000           | Erzincan                 |
| Flughafen Erzurum                             | ERC       | LTCD      | 1.047.274         | Erzurum                  |
| Flughafen Eskişehir-Hasan Polatkan            | AOE       | LTBY      | 91.842            | Eskişehir                |
| Flughafen Gaziantep                           | GZT       | LTAJ      | 2.620.399         | Gaziantep                |
| Flughafen Hakkari-Yüksekova Selahaddin Eyyubi | YKO       | LTCW      | 160.389           | Hakkâri                  |
| Flughafen Iğdır                               | IGD       | LTCT      | 354.746           | Iğdır                    |
| Flughafen Isparta-Süleyman Demirel            | ISE       | LTFC      | 82.692            | Isparta                  |
| Flughafen Istanbul-Sabiha Gökçen              | SAW       | LTFJ      | 37.030.005        | Istanbul                 |
| Flughafen Izmir-Adnan Menderes                | ADB       | LTBJ      | 10.691.522        | Izmir                    |
| Flughafen Kahramanmaraş                       | KCM       | LTCN      | 248.452           | Kahramanmaraş            |
| Flughafen Kars-Harakani                       | KSY       | LTCF      | 537.871           | Kars                     |
| Flughafen Kastamonu                           | KFS       | LTAL      | 60.672            | Kastamonu                |
| Flughafen Kayseri                             | ASR       | LTAU      | 2.353.629         | Kayseri                  |
| Flughafen Konya                               | KYA       | LTAN      | 899.498           | Konya                    |
| Flughafen Malatya-Erhaç                       | MLX       | LTAT      | 731.553           | Malatya                  |
| Flughafen Mardin                              | MQM       | LTCR      | 740.763           | Mardin                   |
| Flughafen Muş-Sultan Alparslan                | MSR       | LTCK      | 483.188           | Muş                      |
| Flughafen Nevşehir-Kapadokya                  | NAV       | LTAZ      | 561.398           | Nevşehir                 |
| Flughafen Ordu-Giresun                        | OGU       | LTCB      | 995.170           | Ordu/Giresun             |
| Flughafen Rize-Artvin                         | RZV       | LTFO      | 1.022.860         | Rize/Artvin              |
| Flughafen Samsun-Çarşamba                     | SZF       | LTFH      | 1.416.172         | Samsun                   |
| Flughafen Şanlıurfa-GAP                       | GNY       | LTCH      | 882.987           | Şanlıurfa                |
| Flughafen Siirt                               | SXZ       | LTCL      | 62.719            | Siirt                    |
| Flughafen Sinop                               | SIC       | LTCM      | 94.966            | Sinop                    |
| Flughafen Şırnak-Şerafettin Elçi              | NKT       | LTCV      | 409.462           | Şırnak                   |
| Flughafen Sivas-Nuri Demirağ                  | SIVAS     | LTAR      | 437.488           | Sivas                    |
| Flughafen Tokat                               | TJK       | LTAW      | 147.970           | Tokat                    |
| Flughafen Trabzon                             | TZX       | LTCG      | 3.499.592         | Trabzon                  |
| Flughafen Uşak                                | USQ       | LTBO      | 0                 | Uşak                     |
| Flughafen Van-Ferit Melen                     | VAN       | LTCI      | 1.548.327         | Van                      |
| Flughafen Zafer                               | KZR       | LTBZ      | 86.399            | Kütahya/Afyonkarahisar   |
| Flughafen Zonguldak-Çaycuma                   | ONQ       | LTAS      | 128.864           | Zonguldak                |

### Turkmenistan
| Name des Flughafens   | IATA-Code | ICAO-Code | Passagiere | Zugeordnete Stadt/Städte |
| Flughafen Aşgabat     | ASB       | UTAA      |            | Aşgabat                  |
| Flughafen Türkmenabat | CRZ       | UTAV      |            | Türkmenabat              |

### Usbekistan
| Name des Flughafens | IATA-Code | ICAO-Code | Passagiere | Zugeordnete Stadt/Städte |
| Flughafen Andijon   | AZN       | UTKA      |            | Andijon                  |
| Flughafen Buchara   | BHK       | UTSB      |            | Buchara                  |
| Flughafen Fergana   | FEG       | UTFF      |            | Ferghana                 |
| Flughafen Qarshi    | KSQ       | UTSK      |            | Qarshi                   |
| Flughafen Namangan  | NMA       | UTKN      |            | Namangan                 |
| Flughafen Navoiy    | NVI       | UTSA      |            | Navoiy                   |
| Flughafen Nukus     | NCU       | UTNN      |            | Nukus                    |
| Flughafen Samarkand | SKD       | UTSS      |            | Samarkand                |
| Flughafen Taschkent | TAS       | UTTT      |            | Taschkent                |
| Flughafen Termez    | TMJ       | UTST      |            | Termez                   |
| Flughafen Urganch   | UGC       | UTNU      |            | Urganch                  |

### Vereinigte Arabische Emirate
| Name des Flughafens             | IATA-Code | ICAO-Code | Passagiere (2023) | Zugeordnete Stadt/Städte |
| Abu Dhabi International Airport | AUH       | OMAA      | 22.935.316        | Abu Dhabi                |
| Dubai International Airport     | DXB       | OMDB      | 86.994.365        | Dubai                    |
| Flughafen Ra’s al-Chaima        | RKT       | OMRK      | 514.898           | Ra’s al-Chaima           |
| Flughafen Schardscha            | SHJ       | OMSJ      | 15.300.000        | Schardscha               |
| Flughafen Al-Ain                | AAN       | OMAL      | 0,98 Mio. 2006    | Al-Ain                   |

### Vietnam
| Name des Flughafens         | IATA-Code | ICAO-Code | Passagiere      | Zugeordnete Stadt/Städte |
| Flughafen Da Nang           | DAD       | VVDN      | 00,00 Mio. 2005 | Đà Nẵng                  |
| Flughafen Dong Hoi          | VDH       | VVDH      |                 | Đồng Hới, Quảng Bình     |
| Flughafen Hanoi             | HAN       | VVNB      | 00,50 Mio. 2010 | Hanoi                    |
| Flughafen Hai Phong         | HPH       | VVCI      | 00,12 Mio. 2006 | Haiphong                 |
| Flughafen Ho-Chi-Minh-Stadt | SGN       | VVTS      | 17,82 Mio. 2010 | Ho-Chi-Minh-Stadt        |

### Volksrepublik China
| Name des Flughafens                    | IATA-Code | ICAO-Code | Passagiere      | Zugeordnete Stadt/Städte         |
| Flughafen Altay                        | AAT       | ZWAT      | 00,16 Mio. 2010 | Altay, Xinjiang                  |
| Flughafen Baoshan                      | BSD       | ZBPS      | 00,15 Mio. 2010 | Baoshan, Yunnan                  |
| Flughafen Baotou                       | BAV       | ZBOW      | 00,35 Mio. 2011 | Baotou, Innere Mongolei          |
| Flughafen Beihai                       | BHY       | ZGBH      | 00,69 Mio. 2010 | Beihai, Guanxi                   |
| Flughafen Chengdu-Shuangliu            | CTU       | ZUUU      | 29,07 Mio. 2011 | Chengdu, Sichuan                 |
| Flughafen Changchun-Longjia            | CGQ       | ZYCC      | 00,00 Mio. 2011 | Changchun, Jilin                 |
| Flughafen Changsha-Huanghua            | CSX       | ZGCS      | 13,81 Mio. 2011 | Changsha, Hunan                  |
| Flughafen Changzhou                    | CZX       | ZSCG      | 00,66 Mio. 2010 | Changzhou, Jiangsu               |
| Flughafen Chongqing-Jiangbei           | CKG       | ZUCK      | 19,05 Mio. 2011 | Chongqing                        |
| Hong Kong International Airport        | HKG       | VHHH      | 53,91 Mio. 2011 | Hongkong                         |
| Flughafen Dali                         | DLU       | ZPDL      | 00,23 Mio. 2010 | Dali, Yunnan                     |
| Flughafen Dalian-Zhoushuizi            | DLC       | ZYTL      | 12,01 Mio. 2011 | Dalian, Liaoning                 |
| Flughafen Dêqên                        | DIG       | ZPDQ      | 00,26 Mio. 2010 | Dêqên, Yunnan                    |
| Flughafen Fuzhou                       | FOC       | ZSFZ      | 00,20 Mio. 2011 | Fuzhou, Fujian                   |
| Flughafen Guangzhou-Baiyun (alt)       | CAN       | ZGGG      | 0 2011          | Guangzhou, Guangdong             |
| Flughafen Guangzhou-Baiyun (seit 2004) | CAN       | ZGGG      | 45,23 Mio. 2011 | Guangzhou, Guangdong             |
| Flughafen Guilin-Liangjiang            | KWL       | ZGKL      | 00,49 Mio. 2011 | Guilin, Guangxi                  |
| Flughafen Guiyang                      | KWE       | ZUGY      | 00,34 Mio. 2011 | Guiyang, Guizhou                 |
| Flughafen Haikou-Meilan                | HAK       | ZJHK      | 10,17 Mio. 2011 | Haikou, Hainan                   |
| Flughafen Hangzhou-Xiaoshan            | HGH       | ZSHC      | 17,51 Mio. 2011 | Hangzhou, Zhejiang               |
| Flughafen Harbin                       | HRB       | ZYHB      | 00,84 Mio. 2011 | Harbin, Heilongjiang             |
| Flughafen Hefei-Xinqiao                | HFE       | ZSOF      | 00,40 Mio. 2011 | Hefei, Anhui                     |
| Flughafen Hohhot                       | HET       | ZBHH      | 00,33 Mio. 2011 | Hohhot, Innere Mongolei          |
| Flughafen Hulun Buir                   | HLD       | ZBLA      | 00,61 Mio. 2010 | Hulun Buir, Innere Mongolei      |
| Flughafen Ili                          | YIN       | ZWYN      | 00,46 Mio. 2010 | Ili, Xinjiang                    |
| Flughafen Jinan                        | TNA       | ZSJN      | 00,88 Mio. 2011 | Jinan, Shandong                  |
| Flughafen Jiuzhaigou Huanglong         | JZH       | ZUJZ      | 00,72 Mio. 2011 | Jiuzhaigou/Huanglong, Sichuan    |
| Flughafen Kangding                     | KGT       | ZUKD      | 00,01 Mio. 2010 | Kangding, Sichuan                |
| Flughafen Kaschgar                     | KHG       | ZWSH      | 00,79 Mio. 2010 | Kaschgar, Xinjiang               |
| Flughafen Kunming-Changshui            | KMG       | ZPPP      | --              | Kunming, Yunnan                  |
| Flughafen Kunming-Wujiaba              | KMG       | ZPPP      | 22,30 Mio. 2011 | Kunming, Yunnan                  |
| Flughafen Lanzhou                      | ZGC       | ZLLL      | 00,81 Mio. 2011 | Lanzhou, Gansu                   |
| Lhasa Gonggar Airport                  | LXA       | ZULS      | 00,58 Mio. 2011 | Lhasa, Autonomes Gebiet Tibet    |
| Flughafen Lianyungang                  | LYG       | ZSLG      | 00,42 Mio. 2010 | Lianyungang, Jiangsu             |
| Flughafen Liangshan                    | XIC       | ZUXC      | 00,45 Mio. 2010 | Liangshan, Sichuan               |
| Flughafen Lijiang                      | LJG       | ZPLJ      | 00,18 Mio. 2011 | Lijiang, Yunnan                  |
| Flughafen Lincang                      | LNJ       | ZPLC      | 00,13 Mio. 2010 | Lincang, Yunnan                  |
| Flughafen Linyi                        | LYI       | ZSLY      | 00,54 Mio. 2010 | Linyi, Shandong                  |
| Flughafen Dehong Mangshi               | LUM       | ZPMS      | 00,44 Mio. 2010 | Dehong, Yunnan                   |
| Flughafen Macau                        | MFM       | VMMC      | 00,05 Mio. 2011 | Macau                            |
| Flughafen Manjur                       | NZH       | ZBMZ      | 00,41 Mio. 2014 | Manjur                           |
| Flughafen Mianyang                     | MIG       | ZUMY      | 00,58 Mio. 2010 | Mianyang, Sichuan                |
| Flughafen Nanchang                     | KHN       | ZSCN      | 00,35 Mio. 2011 | Nanchang, Jiangxi                |
| Flughafen Nanjing-Lukou                | NKG       | ZSNJ      | 13,04 Mio. 2011 | Nanjing, Jiangsu                 |
| Flughafen Nanning                      | NNG       | ZGNN      | 00,46 Mio. 2011 | Nanning, Guangxi                 |
| Flughafen Nanping                      | WUS       | ZSWY      | 00,59 Mio. 2010 | Nanping, Fujian                  |
| Flughafen Ningbo                       | NGB       | ZSNB      | 00,01 Mio. 2011 | Ningbo, Zhejiang                 |
| Flughafen Nyingchi-Mainling            | LZY       | ZUNZ      | 00,15 Mio. 2010 | Mainling, Autonomes Gebiet Tibet |
| Flughafen Ordos                        | DSN       | ZBDS      | 00,82 Mio. 2010 | Ordos, Innere Mongolei           |
| Flughafen Peking                       | PEK       | ZBAA      | 78,67 Mio. 2011 | Peking                           |
| Flughafen Peking-Nanyuan               | NAY       | ZBNY      | 00,64 Mio. 2011 | Peking                           |
| Flughafen Qamdo-Bamda                  | BPX       | ZUBD      | 00,08 Mio. 2010 | Chengguan, Tibet                 |
| Flughafen Qingdao-Liuting              | TAO       | ZSQD      | 11,81 Mio. 2011 | Qingdao, Shandong                |
| Flughafen Quanzhou                     | JJN       | ZSQZ      | 00,98 Mio. 2011 | Quanzhou, Fujian                 |
| Flughafen Sanya                        | SYX       | ZJSY      | 10,36 Mio. 2011 | Sanya, Hainan                    |
| Flughafen Shanghai-Hongqiao            | SHA       | ZSSS      | 33,12 Mio. 2011 | Shanghai                         |
| Flughafen Shanghai-Pudong              | PVG       | ZSPD      | 41,44 Mio. 2011 | Shanghai                         |
| Flughafen Shantou                      | SWA       | ZGOW      | 00,90 Mio. 2011 | Shantou, Guangdong               |
| Flughafen Shenyang                     | SHE       | ZYTX      | 10,23 Mio. 2011 | Shenyang, Liaoning               |
| Flughafen Shenzhen                     | SZX       | ZGSZ      | 28,25 Mio. 2011 | Shenzhen, Guangdong              |
| Flughafen Shijiazhuang                 | SJW       | ZBSJ      | 00,02 Mio. 2011 | Shijiazhuang, Hebei              |
| Flughafen Simao                        | SYM       | ZPSM      | 00,19 Mio. 2010 | Pu’er, Yunnan                    |
| Flughafen Taizhou                      | HYN       | ZSLQ      | 00,62 Mio. 2010 | Taizhou, Zhejiang                |
| Flughafen Taiyuan                      | TYN       | ZBYN      | 00,88 Mio. 2011 | Taiyuan, Shanxi                  |
| Flughafen Tianjin                      | TSN       | ZBTJ      | 00,55 Mio. 2011 | Tianjin                          |
| Flughafen Tuofeng                      | TCZ       | ZUTC      | 00,47 Mio. 2010 | Tengchong, Yunnan                |
| Flughafen Ürümqi-Diwopu                | URC       | ZWWW      | 11,20 Mio. 2011 | Ürümqi, Xinjiang                 |
| Flughafen Weihai                       | WEH       | ZSWH      | 00,82 Mio. 2010 | Weihai, Shandong                 |
| Flughafen Wenzhou                      | WNZ       | ZSWZ      | 00,60 Mio. 2011 | Wenzhou, Zhejiang                |
| Flughafen Wuhan                        | WUH       | ZHHH      | 12,46 Mio. 2011 | Wuhan, Hubei                     |
| Flughafen Wuxi                         | WUX       | ZSWX      | 00,94 Mio. 2011 | Wuxi, Jiangsu                    |
| Flughafen Xiamen                       | XMN       | ZSAM      | 15,28 Mio. 2011 | Xiamen, Fujian                   |
| Flughafen Xi’an-Xianyang               | XIY       | ZLXY      | 21,16 Mio. 2011 | Xi’an, Shaanxi                   |
| Flughafen Xining                       | XNN       | ZLXN      | 00,03 Mio. 2011 | Xining, Qinghai                  |
| Flughafen Xishuangbanna                | JHG       | ZPJH      | 00,92 Mio. 2011 | Jinghong, Yunnan                 |
| Flughafen Xuzhou                       | XUZ       | ZSXZ      | 00,66 Mio. 2010 | Xuzhou, Jiangsu                  |
| Flughafen Yanji                        | YNJ       | ZYYJ      | 00,94 Mio. 2010 | Yanji, Jilin                     |
| Flughafen Yantai                       | YNT       | ZSYT      | 00,55 Mio. 2011 | Yantai, Shandong                 |
| Flughafen Yichang                      | YIH       | ZHYC      | 00,72 Mio. 2010 | Yichang, Hubei                   |
| Flughafen Yinchuan                     | INC       | ZLIC      | 00,38 Mio. 2011 | Yinchuan, Ningxia                |
| Flughafen Yiwu                         | YIW       | ZSYW      | 00,70 Mio. 2010 | Yiwu, Zhejiang                   |
| Flughafen Yulin                        | UYN       | ZLYL      | 00,91 Mio. 2010 | Yulin, Shaanxi                   |
| Flughafen Yuncheng                     | YCU       | ZBYC      | 00,62 Mio. 2010 | Yuncheng, Shanxi                 |
| Flughafen Zhangjiajie                  | DYG       | ZGDY      | 00,13 Mio. 2010 | Zhangjiajie, Hunan               |
| Flughafen Zhanjiang                    | ZHA       | ZGZJ      | 00,48 Mio. 2010 | Zhanjiang, Guangdong             |
| Flughafen Zhaotong                     | ZAT       | ZPZT      | 00,03 Mio. 2010 | Zhaotong, Yunnan                 |
| Flughafen Zhengzhou                    | CGO       | ZHCC      | 10,15 Mio. 2011 | Zhengzhou, Henan                 |
| Flughafen Zhuhai                       | ZUH       | ZGSD      | 00,80 Mio. 2011 | Zhuhai, Guangdong                |

### Zypern
| Name des Flughafens | IATA-Code | ICAO-Code | Passagiere      | Zugeordnete Stadt/Städte               |
| ------------------- | --------- | --------- | --------------- | -------------------------------------- |
| Flughafen Ercan     | ECN       | LCEN      | 03,90 Mio. 2023 | Nikosia, Türkische Republik Nordzypern |
| Flughafen Larnaka   | LCA       | LCLK      | 06,04 Mio. 2022 | Larnaka, Zypern                        |
| Flughafen Paphos    | PFO       | LCPH      | 03,18 Mio. 2022 | Paphos, Zypern                         |